# 喬治亞·梅洛尼
喬治亞·梅洛尼（義大利語： [ˈdʒordʒa meˈloːni]；1977年1月15日—），義大利政治人物和媒體工作者，自2022年起擔任義大利部長會議主席（政府總理）。她自2014年起擔任義大利民族保守主義、右翼民粹主義政黨義大利兄弟黨的領導人，自2020年起擔任歐洲保守派和改革主义者黨主席。2022年義大利大選中，梅洛尼旗下由義大利兄弟黨領導的右派聯盟贏得43%得票率，取得國會多數，其也就此於2022年10月22日宣誓就任，成為義大利首位女性總理。
她自2006年起擔任義大利眾議院議員。她曾在西爾維奧·貝盧斯科尼的第四屆政府（2008-2011年）擔任青年部長，並先後擔任青年行動組織、義大利青年組織、全國聯盟青年翼（新法西斯主義政黨義大利社會運動的后繼政党）和義大利自由人民党的主席。

## 早年
1977年1月15日，喬治亞·梅洛尼在罗马出生，父亲是撒丁人，母亲是西西里人。梅洛尼11岁的时候，当税务顾问的父亲抛弃妻女，搬到了加纳利群岛。梅洛尼在罗马市区加尔巴特拉长大。1992年，时年15岁的梅洛尼加入新法西斯主義政党意大利社会运动的青年部青年前线。在此期间，梅洛尼成立学生协调组织“先驱”（Gli Antenati），积极参与抗议活动，反对教育部长罗莎·鲁索·伊尔沃利诺推行公立教育改革。
1996年，梅洛尼担任全国联盟旗下学生运动“学生运动”的全国总指挥，代表组织参加意大利教育部成立的学会协会论坛；全国联盟是继承了意大利社会运动的民族保守主義政党。1998年，梅洛尼在地方选举中当选为羅馬省议员，2002年卸任。2000年，梅洛尼成为全国联盟青年部青年行动全国主任，2004年成为分支的首位女主席。在这几年里，梅洛尼当过保姆和服务生，也在罗马最著名的夜总会“派彭俱乐部”当过调酒师 。
1996年，梅洛尼从亚美利哥·韦斯普奇学院毕业。梅洛尼说自己以60/60的满分成绩获得学院颁授的外语高中文凭，然而该学校不是外语高中，而是一所以旅游业为特色的职业高中，故没有颁发外语文凭的资格，所以外界一直怀疑她就学位问题撒谎。
梅洛尼除母语意大利语外，也通晓英语、法语及西班牙語。

## 从政历程

### 青年部长

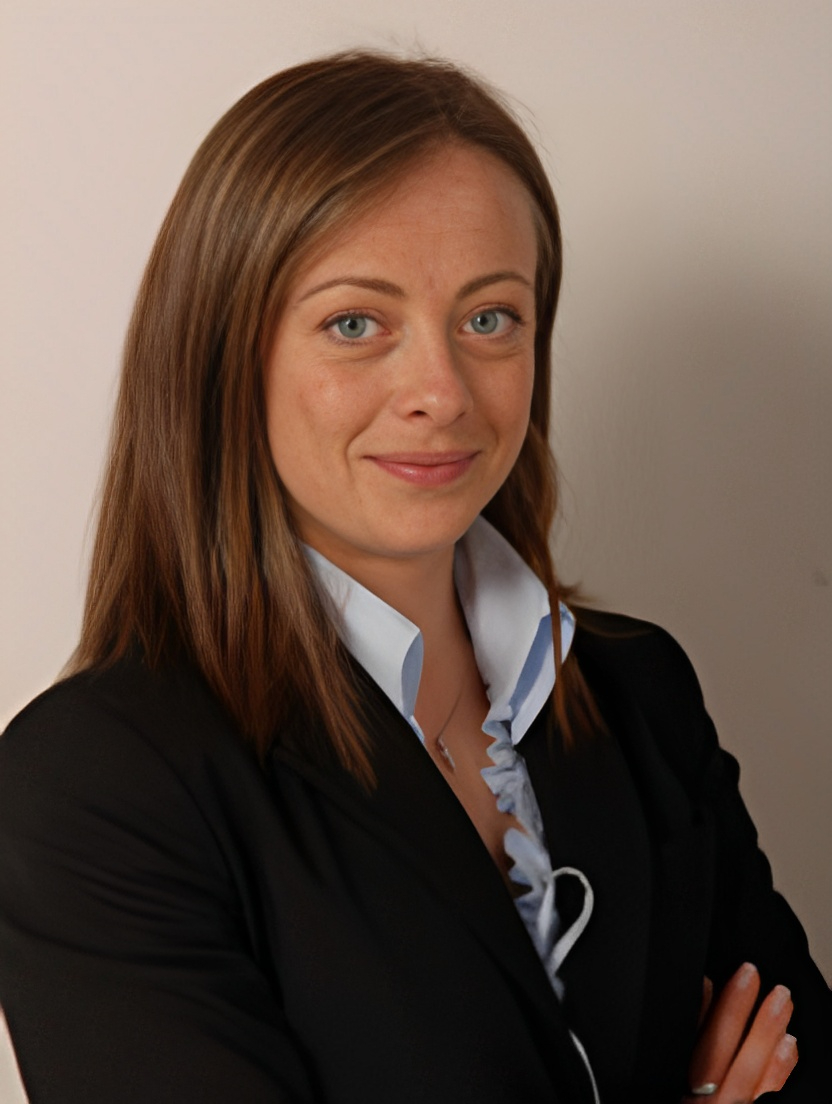
2008年

在2006年意大利大選中，代表全国联盟的梅洛尼当选众议员；在那个时候，梅洛尼是全国联盟有史以来最年轻的副党主席。也是在那年，梅洛尼以记者身份踏足新闻界。2008年，梅洛尼入选媒体大亨西尔维奥·贝卢斯科尼内阁，成为青年部长，是意大利统一以来最年轻的部长。2011年11月16日，因经济危机引发民众抗议，贝卢斯科尼在压力下被迫辞职，内阁解散。
2008年8月，梅洛尼邀请参加北京奥运会的意大利运动员加入杯葛行动，抗议中国共产党和中国政府治理西藏的政策。有关建议被贝卢斯科尼及外交部长佛朗哥·弗拉蒂尼抗议。2009年，全国联盟与意大利力量黨合并为自由人民黨，合并后的青年部改成意大利青年（Giovane Italia），由梅洛尼担任主席。同年，梅洛尼投票反对安乐死法案。
2010年11月，梅洛尼代表青年部公开3亿欧元的“美好未来”（Diritto al futuro）计划。该计划向青年群体投资，囊括五大倡议，包括鼓励新一代创业家、奖励临时工、减免优秀学生的贷款等。2012年11月，梅洛尼宣布与安傑利諾·阿爾法諾争夺自由人民党主席，反对该党支持蒙蒂内阁。地方选举取消后，梅洛尼与党友伊尼亞齊奧·拉魯薩及圭多·克罗塞托推行反蒙蒂政策，要求党内改革，同时批评贝卢斯科尼的领导。

### 兄弟党主席

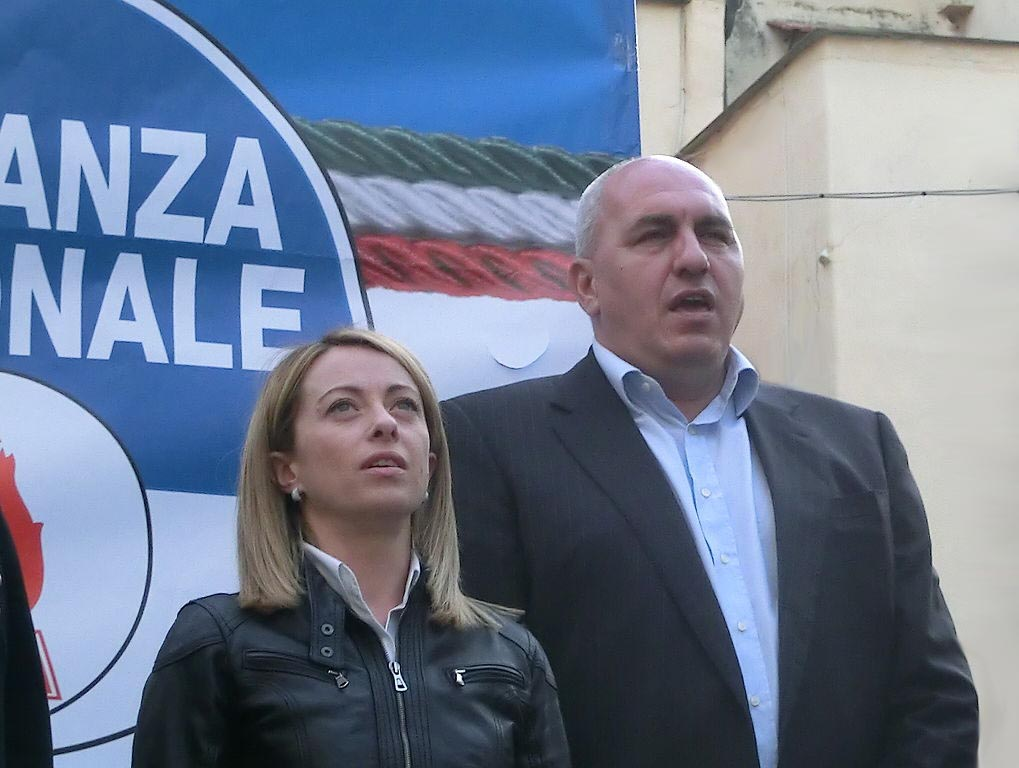
2014年，梅洛尼与圭多·克罗塞托出席兄弟党集会

2012年12月，梅洛尼、拉鲁萨和克罗塞托另立意大利兄弟党，党名出自意大利国歌《意大利人之歌》。2013年意大利大选中，梅洛尼加入贝卢斯科尼的中右联盟，帮助联盟以2.0%的得票率拿下9个议席。梅洛尼本人则在伦巴第大区当选众议员，并获任命为众议院的政党领导人，直至2014年以全身心奉献兄弟党为由卸任，由法比奥·兰佩利继任。2014年3月，梅洛尼当选兄弟党主席，同年4月代表兄弟党参与意大利五个选区的欧洲议会选举。在选举中，意大利仅获得3.7%的票数，未能超过4%的门槛，梅洛尼因而无法成为歐洲議會議員（得票34.87万张）。2015年11月4日，梅洛尼成立竞选活动“我们的土地——喬治亞·梅洛尼与意大利人站在一起”，与兄弟党并存，目标扩大兄弟党的选民基础。
2016年1月30日家庭日当天，梅洛尼参与反LGBT权益示威，公开表示反对LGBT人士收养儿童。梅洛尼也在当天宣布怀孕，所怀小女孩吉内瓦（Ginevra）于同年9月16日诞生。在馬泰奧·薩爾維尼領導之政党萨尔维尼与我们的支持下，梅兰妮参与2016年罗马市长选举，与贝卢斯科尼的意大利力量党候选人阿尔菲奥·马尔基尼同台较量。梅洛尼尽管获得力量党两倍的20.6%的票数，但还是没能进入第二轮投票，同期兄弟党的得票率为12.3%。2016年意大利宪法公投期间，梅洛尼成立“不需要，谢了”委员会，反对马泰奥·伦齐政府的改革政策，并与伦齐在一场电视辩论中较量。凭借“谢了”委员会将近60%的得票率，梅洛尼呼吁提前選舉。后来伦齐辞职，保羅·真蒂洛尼政府上台，梅洛尼表示对真蒂洛尼政府有信心。2017年12月2日至3日，兄弟党在的里雅斯特召开党代会，梅洛尼连任党主席，党徽改版，资深右派政客丹妮拉·桑坦切加盟。

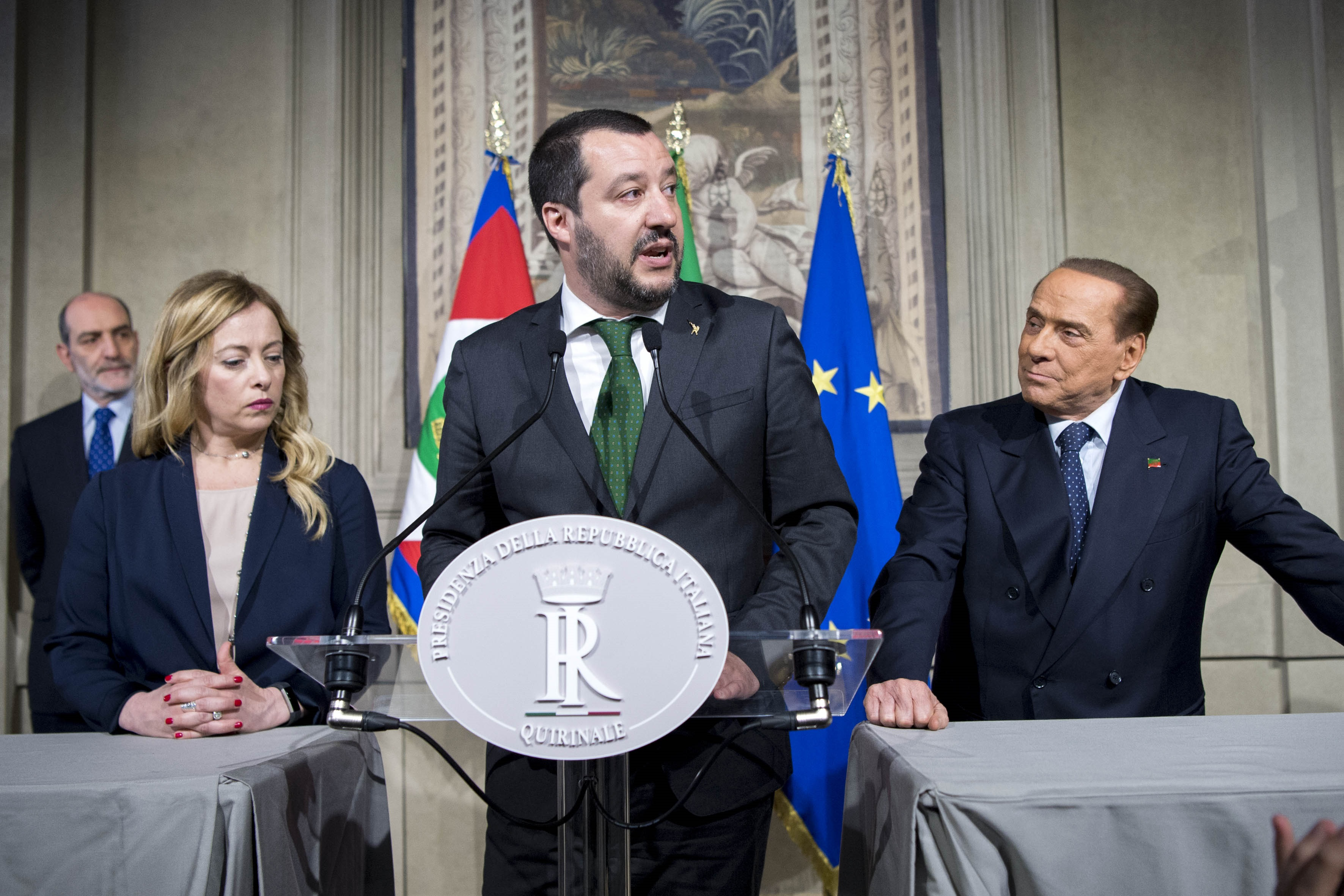
2018年，梅洛尼与馬泰奧·薩爾維尼及西尔维奥·贝卢斯科尼

身为兄弟党主席，梅洛尼决定与萨尔维尼的联盟党结盟，向民主党率领的中間偏左聯盟发起反对运动，让兄弟党身处歐洲懷疑主義及右派民粹主義的立场。到2018年義大利大選，兄弟党、力量党、联盟党和我们与意大利结为中右联盟。最终兄弟党取得4.4%的票数，获得2013年三倍的席位。梅洛尼本人则当选拉齐奥大区拉蒂纳小选区众议员，得票率41%。从总体上看，中右联盟在众议院赢得多数席位；由于各政党都没能获得绝对多数的票数，懸峙議會出现。
从2021年2月起，梅洛尼在阿斯彭研究所担任研究员。阿斯彭研究所是一家国际智库，总部设在美国华盛顿，成员来自金融界、商界及政界。2021年2月19日，錫耶納大學教授乔瓦尼·戈齐尼（Giovanni Gozzini）在电台节目中给梅洛尼起侮辱性外号，总统塞尔焦·马塔雷拉和总理馬里奧·德拉吉事后打电话安慰梅洛尼，指责乔瓦尼的行为。最终乔瓦尼遭大学董事会停职。
2021年10月，梅洛尼签署《马德里宪章》；该宪章由西班牙极端民族主义政党呼声发起，称左翼团体是伊比利亚美洲的敌人，在“古巴政权的保护下”进行“犯罪活动”。梅洛尼还出席了呼声党的党代会。2022年2月，梅洛尼在美国佛罗里达州的年度保守政治行動會議上发言。面对在场的保守派社运人士及政治家，梅洛尼说必须捍卫反对進步主義的立场。

### 2022年義大利大選
2022年義大利大選因政府危机提前举行。选举前夕，中右联盟各政党达成共识，决定推举得票最多政党的党主席担任总理候选人。到2022年7月，民意调查显示梅洛尼的兄弟党在一众政党中遥遥领先。换而言之，如果中右联盟在议会取得绝对多数票，梅洛尼将出任下任总理，届时将会出现意大利共和史上最右派的政府。针对欧盟委员会等外界称兄弟党是新法西斯主義或極右派政党，梅洛尼说自己会参照匈牙利总理奧班·維克多的方式领导的意大利，以此安抚民众不安情绪。在接受外国媒体采访时，梅洛尼明确表示法西斯主义在意大利已经一去不复返了。而作为欧洲保守派和改革主义者党主席，梅洛尼说自己的从政经历及价值观类似于英国的保守党、以色列的利库德集团和美国的共和党。批评者引述梅洛尼针对移民问题及LGBT权益的谈话，对上述主张表示怀疑。BBC新闻称梅洛尼“高调反对LGBT权益”。

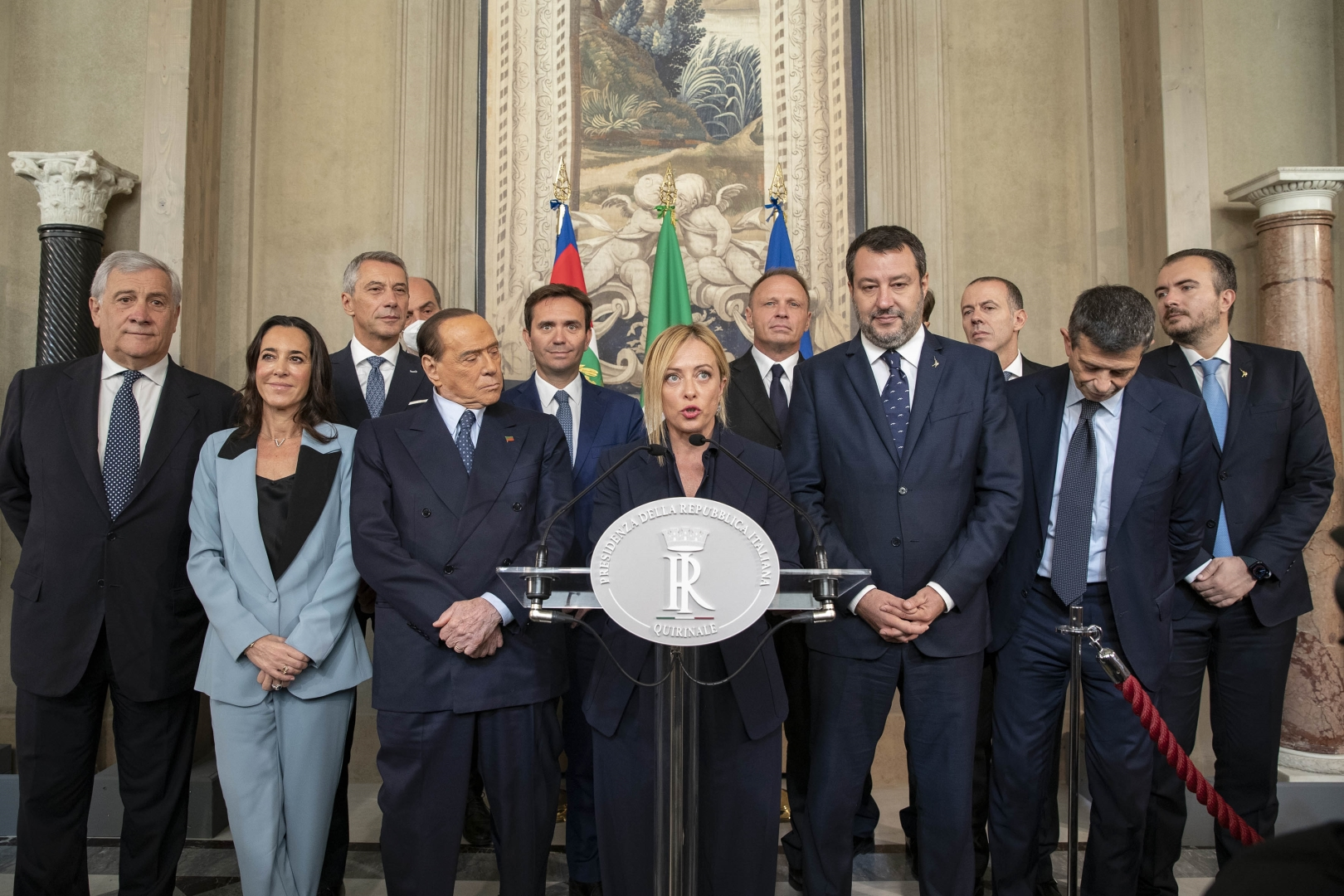
梅洛尼和中右联盟的其他重要成員於2022年10月在奎里纳莱宫

2022年大选的投票率创新低，出口民调预测中右联盟有望赢得多数席位，其中兄弟党占最多，梅洛尼有望当选总理。民调结果公布后不久，中左联盟第一大党民主党承认败选，匈牙利总理奥班、波兰总理馬特烏什·莫拉維茨基、英国首相莉兹·特拉斯、法国國民聯盟前党主席玛丽娜·勒庞发来贺电，持激进右派立场的欧盟政党及政党领袖也表示祝贺，其中包括德国另类选择和呼声党。離開政壇多年後，梅洛尼政治生涯早年的意大利社会运动(MSI)和全国联盟(AN)前領導人詹弗蘭科·菲尼對她的勝利表示滿意，表示他投票給了她的政黨，並將她描述為反法西斯主義者， 儘管她拒絕這個標籤，她認為這是政治性的。
觀察家們一直在爭論梅洛尼領導的政府到底有多右翼，以及政治光譜上的哪個標籤和立場會更準確或更現實。 許多人以不同的方式將其描述為二戰以來意大利第一個極右翼領導的政府，而梅洛尼是自貝尼托·墨索里尼以來的第一個極右翼領導人，一些學者也將其描述為自1945年以來最右翼的政府。

## 意大利总理

### 组阁过程

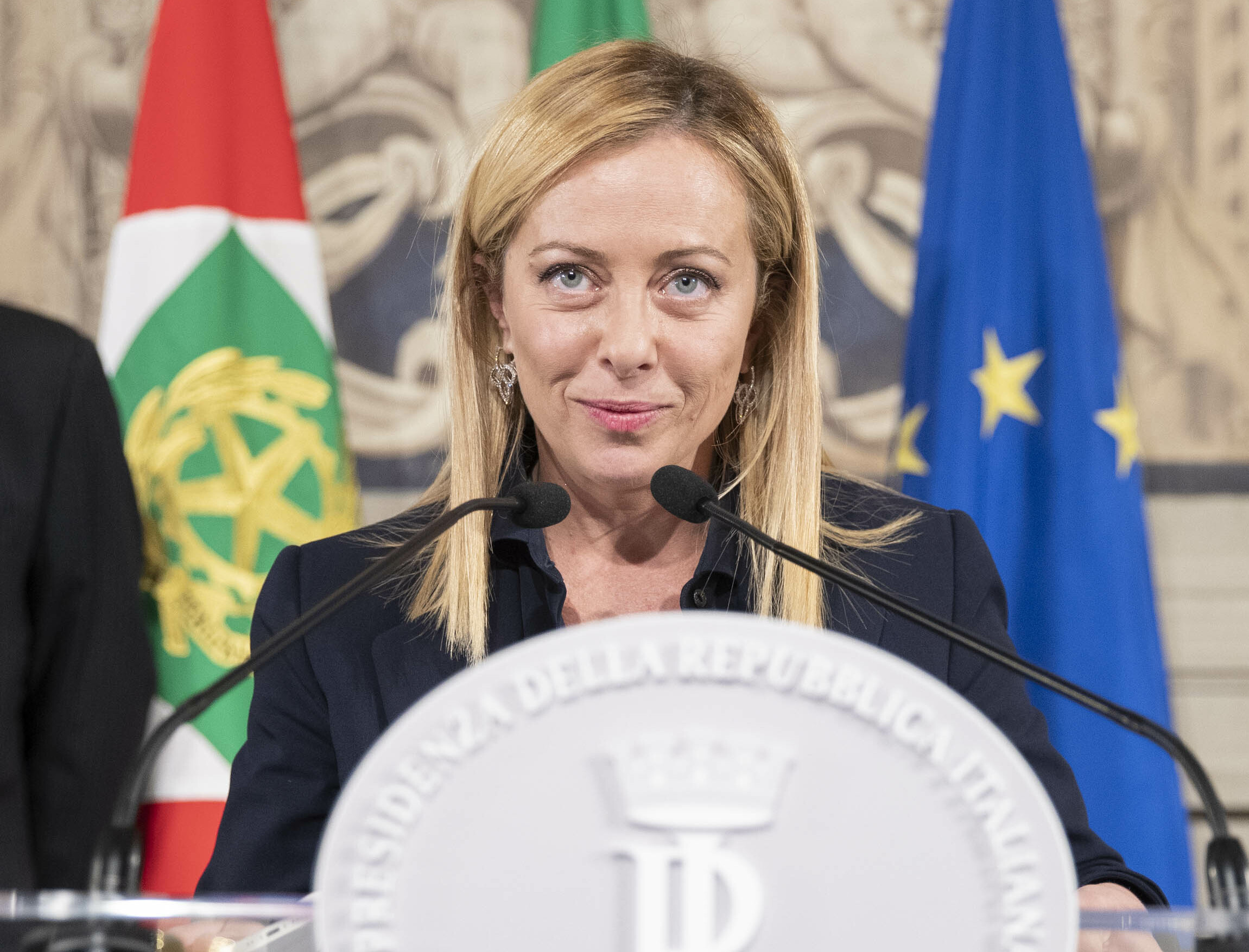
梅洛尼接受组阁任务

新一届议会第一次会议结束不久，中右翼联盟内部的紧张局势开始升温。10月13日，贝卢斯科尼拒绝支持兄弟党意大利参议院议长候选人伊尼亞齊奧·拉魯薩。尽管如此，在中右翼联盟在野党的强烈支持下，拉鲁萨在首轮投票中取得206名全体议员的116票，成功当选新一任参议院议长。此后紧张情势进一步加剧，其中又以贝卢斯科尼与梅洛尼两人关系最为焦灼，贝卢斯科尼在参议院的一系列书面记录中称梅洛尼“居高临下、专横、傲慢……得理不饶人”。次日，中右翼联盟各党领导人进行协商，一致同意梅洛尼组建的新内阁，紧张情势得以缓和。
10月20日，总统塞尔焦·马塔雷拉正式与各党派展开协商。次日，兄弟党、联盟党、力量党、公民党–我们温和派–旅外意大利人联合运动向马塔雷拉表示同意组建联合政府，由梅洛尼担任总理。当天下午，马塔雷拉在奎里纳莱宫召见梅洛尼，要求她组建新政府。她接受了任务，并在当天公布内阁名单，新一任内阁于10月22日宣誓就职，梅洛尼成为意大利史上第一位女总理。
10月25日，梅洛尼在众议院发表总理任内第一份正式谈话，之后众议院进行对梅洛尼内阁不信任动议的投票。在谈话中，梅洛尼强调自己作为意大利第一位女性政府首脑的重要性，并感谢了意大利政坛史上的几位女性，包括蒂娜·安塞尔米、薩曼塔·克里斯托福雷蒂、格拉齊亞·黛萊達、奥里亚娜·法拉奇、妮尔德·约蒂、丽塔·列维-蒙塔尔奇尼及瑪麗亞·蒙特梭利，表示这些女性“身先士卒，搭建了能让我今天爬上这个位子的阶梯，也打破了高悬于我们（女性）头上的厚重玻璃天花板”。最终梅洛尼政府在参众两院以绝对多数赢得了信任投票。

### 内政

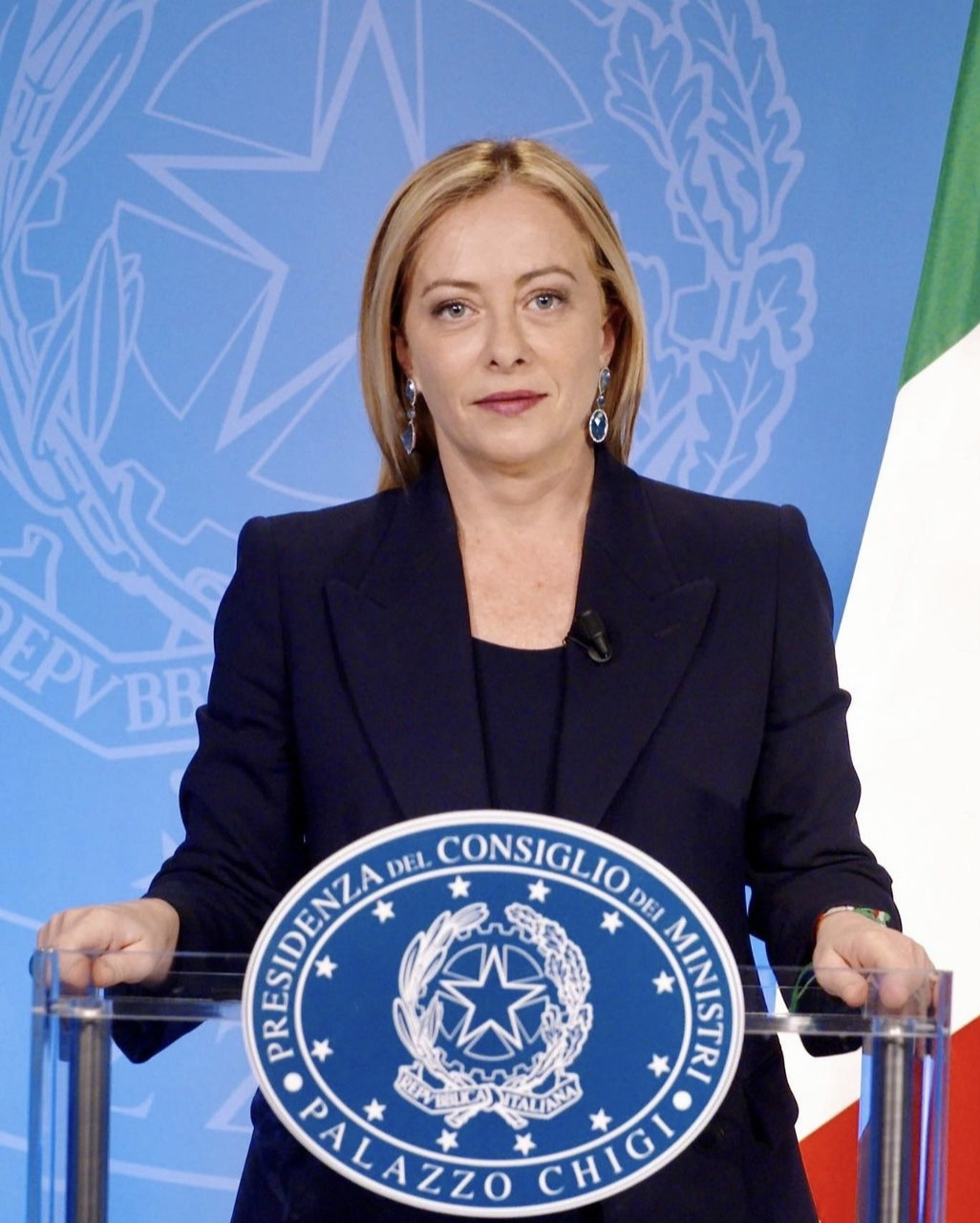
2022年新闻发布会上

梅洛尼政府上台后对2019冠状病毒病疫情应对政策进行大幅度调整，撤销了被称为“绿色通行证”的COVID-19疫苗接种证明，允许未接种疫苗的医生重返岗位。彼时意大利政府强制工作者接种疫苗的政策已经一年多，使得该法令在很大程度上具有象征意义。
2022年10月31日，梅洛尼政府通过一项法令，将非法结社及集会的定为刑事罪行，违者最高会被判处六年监禁。虽然当局称该法旨在打击非法銳舞，但其适用范围也涵盖其他被当局认为存在危险因素的非法集会，故受到舆论批评。为此在野党及公民团体举行一连串的集会表达抗议，批评者包括力量党。此外，國際特赦組織也批评法令“严重破坏和平抗议权”。梅洛尼政府否认有关指控，并表示会对呈交议会的法案文本进行小幅度修改。上任总理前几周，梅洛尼针对非法移民实施了比历届政府更严格的措施。
至于经济方面，梅洛尼政府出手压制能源价格上涨，一方面压低价格，向家庭及企业发放补贴，另一方面决定在意大利海域钻探天然气，以提高国家的天然气产量，这些政策延续了上一任馬里奧·德拉吉政府的对策。此外，为刺激消费，梅洛尼政府还决定将现金支付上限从2000欧元上调到5000欧元。

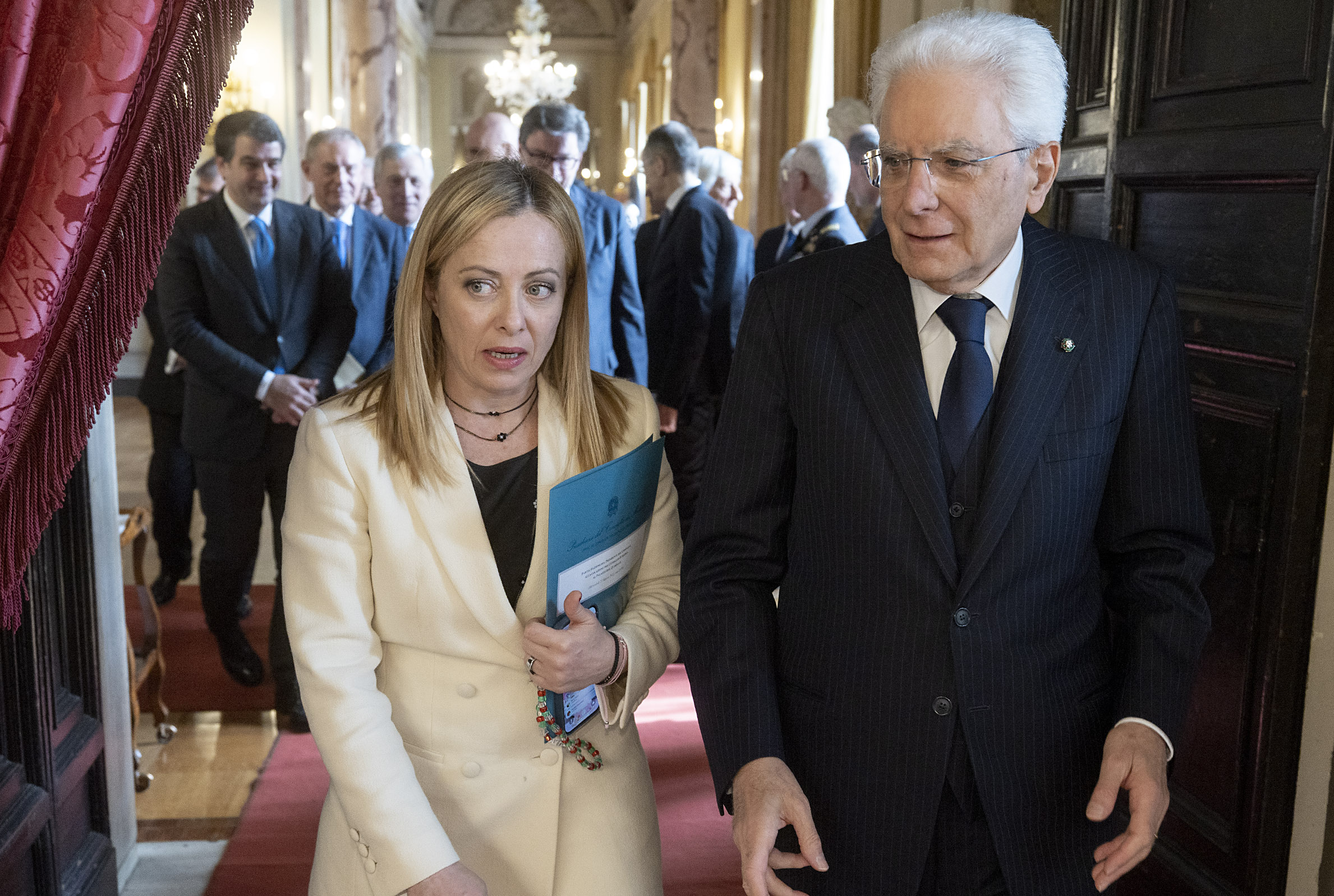
梅洛尼与意大利总统塞尔焦·马塔雷拉，摄于2023年3月

2022年底，梅洛尼宣布宪政改革部长伊丽莎白·卡塞拉蒂将与各在野党启动总统制路线图的制定。
2023年2月26日，一艘载有大约200名难民的船只因风高浪急，在卡拉布里亚大区克羅托內附近海域尝试靠岸时突然沉没，造成包括12名儿童在内的至少86人死亡，成为意大利近年来死伤最惨重的海难。事后梅洛尼对遇难者表示哀悼，同时谴责人贩子利用“难民生命来赚钱船票钱，却没能保证航行安全”。

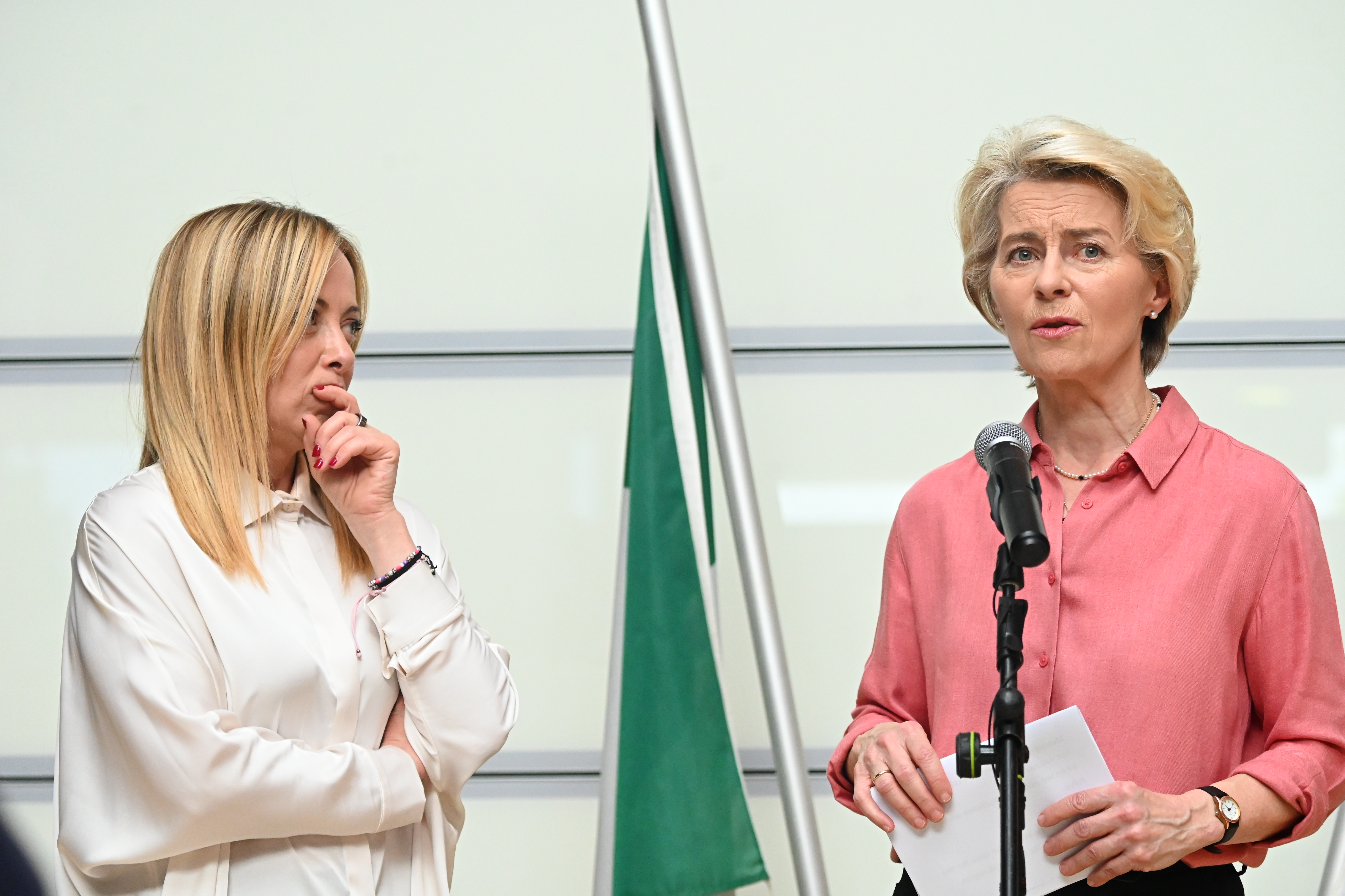
梅洛尼陪同欧盟委员会主席乌尔苏拉·冯德莱恩视察艾米利亚-罗马涅大区2023年意大利洪水受灾地区

2023年5月，艾米利亚-罗马涅大区遭遇突发洪水，造成17人死亡、5万人受灾，经济损失高达1000万欧元。针对受灾民众，意大利部長會議批准向受灾民众、私营企业、各级学校、博物馆、农民等拨款20亿欧元救灾。5月25日，梅洛尼与欧盟委员会主席乌尔苏拉·冯德莱恩、意大利民主党主席斯特凡诺·博纳奇尼前往灾区视察。梅洛尼在讲话中赞扬罗马涅大区人民坚韧不拔的精神：“一般来说，当你失去一切时，普遍的感觉是愤怒、自责或顺从。但在艾米利亚-罗马涅大区，我发现大家铲泥时候，眼神里充满自豪之情。他们说：‘好吧，我们是有麻烦，但我们会解决，我们会重建。’”2023年6月27日，经过长达数周的拉锯战，梅洛尼政府与占议会多数的在野党同意陆军将军弗朗西斯科·保罗·菲廖洛重建特别专员。

### 外交

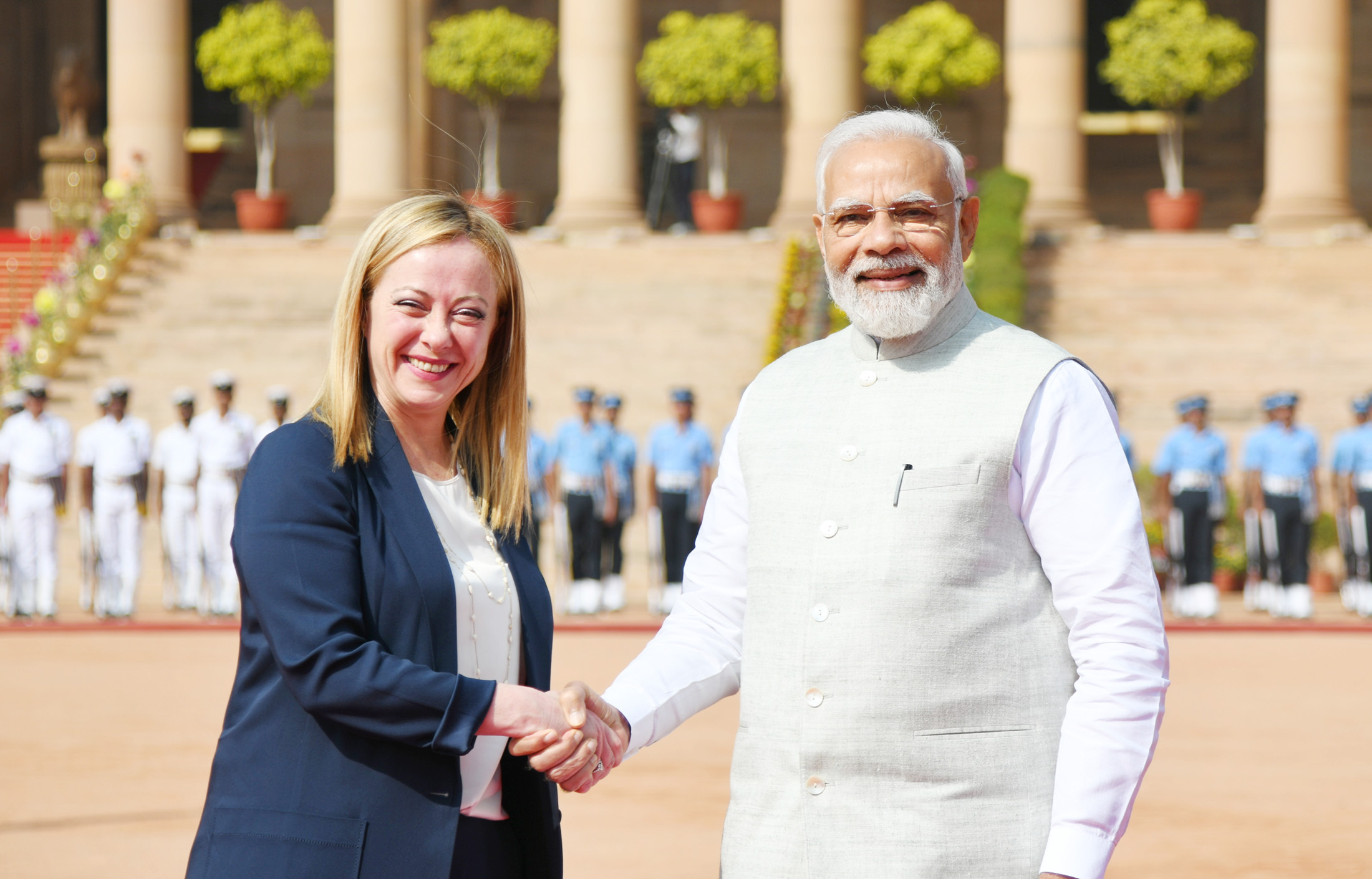
2023年3月，梅洛尼与印度总理纳伦德拉·莫迪会面

2023年10月23日，法国总统埃马纽埃尔·马克龙在罗马会见刚上任总理的梅洛尼、意大利总统马塔雷拉及教皇方济各。马克龙与梅洛尼举行双边会谈，会谈主要围绕俄罗斯入侵乌克兰造成的能源危机展开。11月3日，梅洛尼在布鲁塞尔会见欧盟领导人乌尔苏拉·冯德莱恩、夏尔·米歇尔、保羅·真蒂洛尼、萝伯塔·梅措拉等。11月7日，梅洛尼在埃及沙姆沙伊赫举行的聯合國氣候變化大會上发表演讲，表示“意大利仍然坚守为遵守《巴黎协定》而提出的脱碳承诺。我们必须与非洲国家密切合作，实现能源供应多元化。”出席气候大会期间，梅洛尼与埃及总统阿卜杜勒-法塔赫·塞西举行双边会谈。11月15日，梅洛尼前往印度尼西亚巴厘岛出席二十国集团领导人峰会，并与美国总统乔·拜登举行会谈。

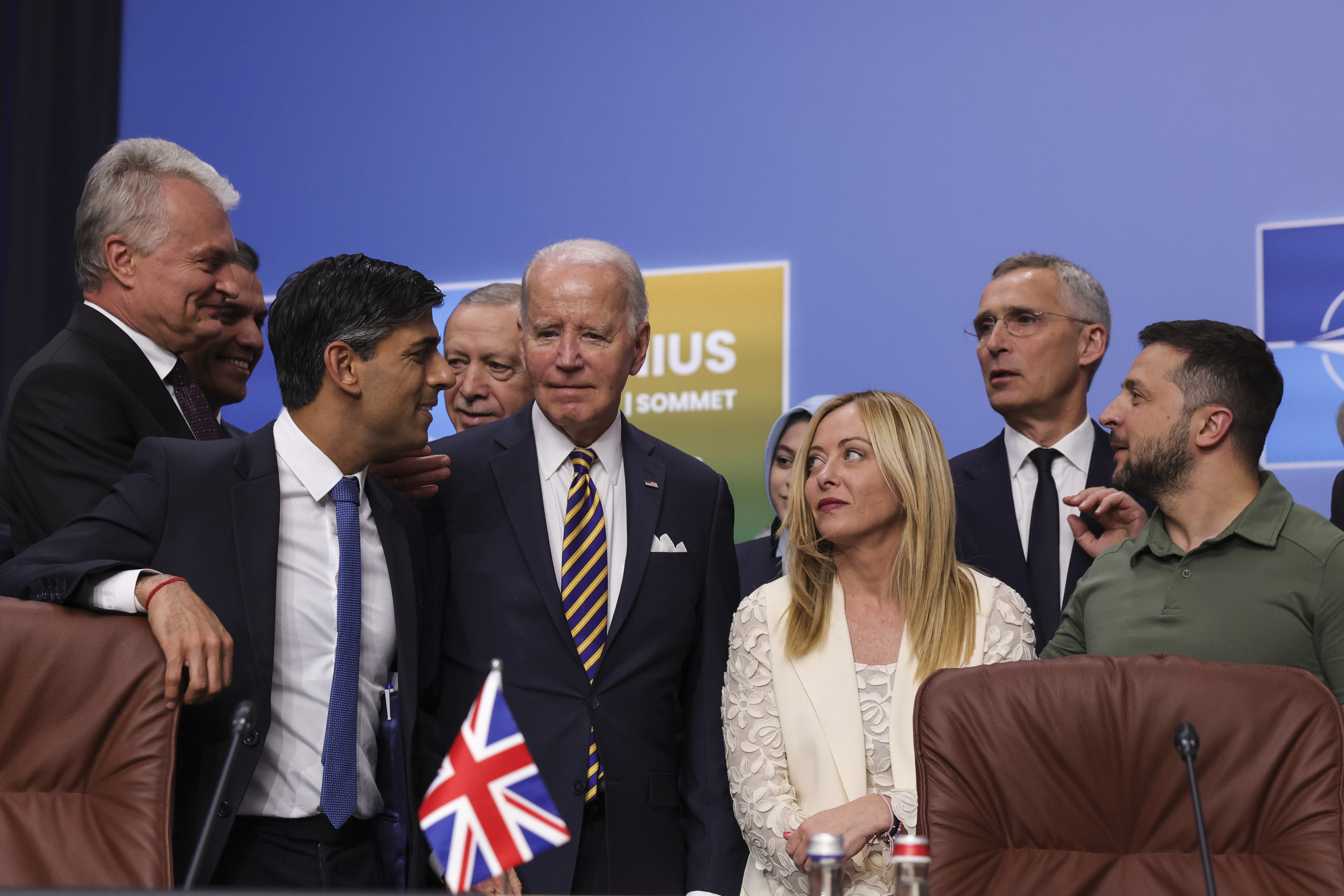
2023年7月出席北约国家峰会

2023年1月，梅洛尼与阿尔及利亚总统阿卜杜勒-马吉德·特本签订能源供应协议，阿尔及利亚正式成为意大利最大的能源供应国。2月22日，梅洛尼与乌克兰总统弗拉基米尔·泽连斯基举行会谈，商讨俄乌战争局势；梅洛尼还参观了2022年3月被俄军屠城的布恰。梅洛尼表示乌克兰可以信赖意大利，称“我们从一开始就支持乌克兰，到最后也会是如此”。梅洛尼也是波兰总理馬特烏什·莫拉維茨基的盟友，曾赞扬莫拉維茨基坚定支持乌克兰，接受了大量乌克兰难民。3月2日，梅洛尼会见印度总理纳伦德拉·莫迪及总统德拉帕迪·慕爾穆。在新闻发布会上，梅洛尼赞扬莫迪政府的政策，形容莫迪是“世界上最受欢迎的领导人”。同样在3月，梅洛尼在罗马接见以色列总理本雅明·内塔尼亚胡。
2023年4月，梅洛尼对埃塞俄比亚展开国事访问，会见了埃塞俄比亚总理阿比·艾哈邁德及索马里总统哈桑·谢赫·马哈茂德。在亚的斯亚贝巴，梅洛尼宣布实行“恩里科·马泰伊方案”，加强对非洲大陆的投资。梅洛尼是提格雷战争结束以来第一位访问埃塞俄比亚的西方国家女元首。访问期间，梅洛尼与非洲联盟委员会穆萨·法基举行双边会谈。2023年5月，梅洛尼前往日本广岛市出席第49屆七大工業國組織會議。7月16日，梅洛尼与欧盟委员会主席冯德莱恩、荷兰首相馬克·呂特出访突尼斯，与突尼斯总统凱斯·賽義德签署协议，加强欧洲与突尼斯的经济合作关系，同时欧盟承诺在外交层面支持國際貨幣基金組織向突尼斯发放贷款。协议最重要的一条，是共同打击非法移民。

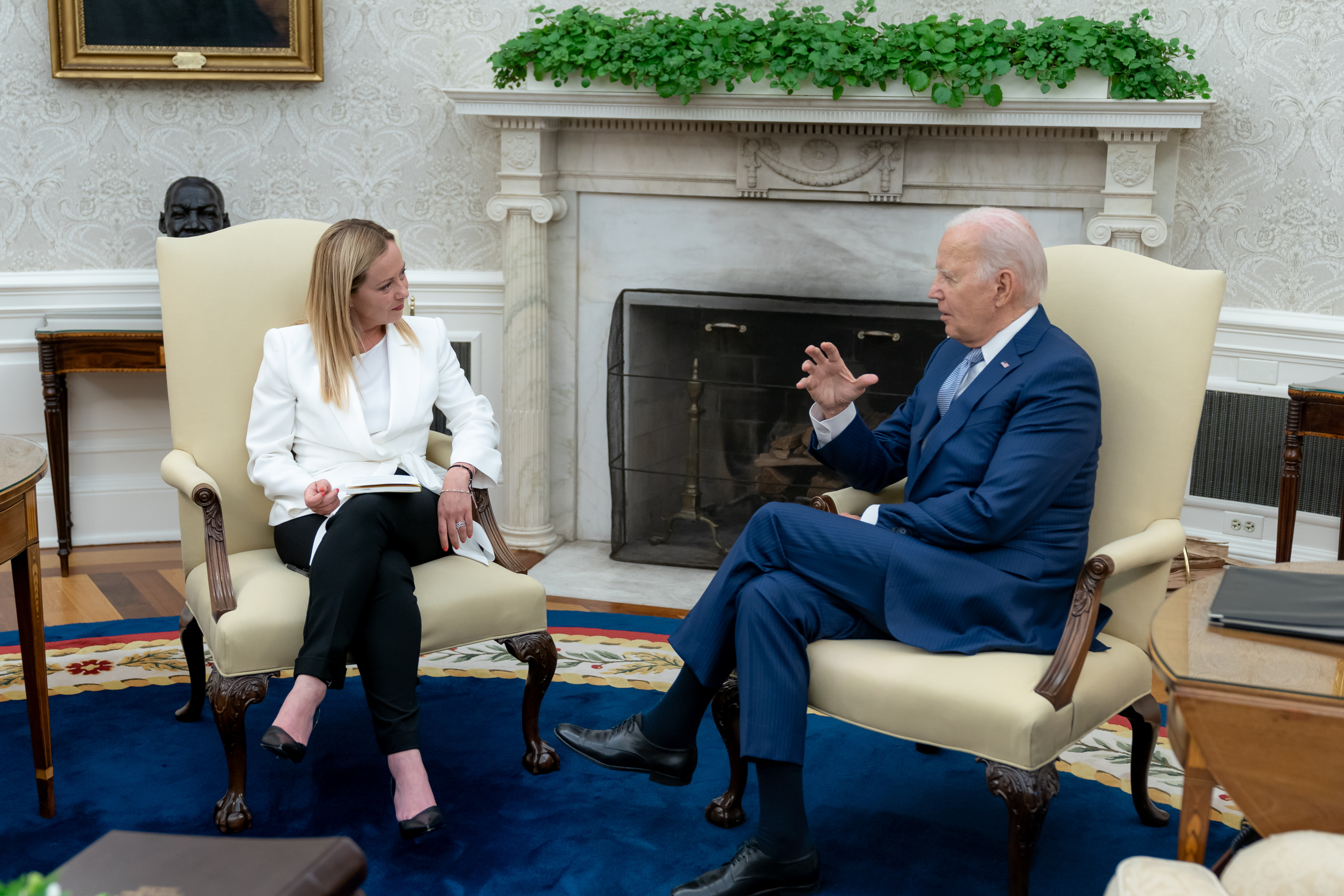
2023年7月，梅洛尼在白宫会见美国总统乔·拜登

2023年7月，梅洛尼对美国展开国事访问，期间在美國國會大廈会见众议院议长凱文·麥卡錫、参议院多数党领袖查克·舒默、少数党领袖米奇·麥康諾。其后梅洛尼与拜登举行会谈，当中探讨了乌克兰、中国及非洲等问题。双方还探讨了加强两国的经济交流、提升欧洲与美国的贸易关系、安全政策，以及意大利在七国集团的主席国任期。10月以色列—哈馬斯戰爭爆发后，梅洛尼表示“以色列拥有根据国际法自卫和和平生活的充分权利”。
2023年12月，梅洛尼政府通知中华人民共和国政府，将在年底截止日期之前停止参与一带一路倡议。

## 政治立场

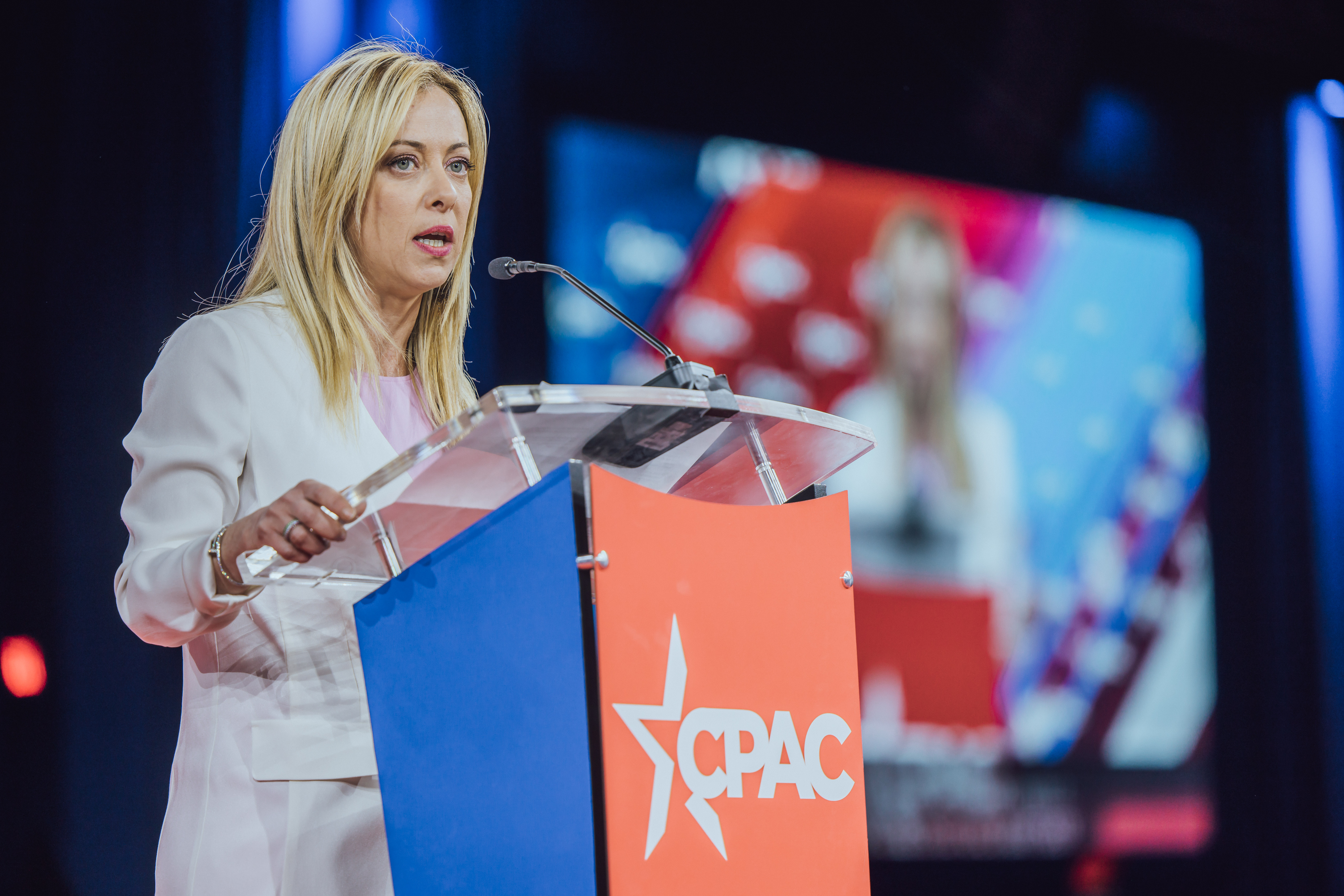
梅洛尼在2022年保守政治行動會議上发表讲话

尽管梅洛尼自称保守派，观察人士认为梅洛尼在政治上属极右派，甚至有評論認為，她是自墨索里尼以來第一位極右翼義大利政府首腦。在接受英国《旁觀者》杂志的尼古拉斯·法雷尔（Nicholas Farrell）采访时，梅洛尼否认自己是极右派，极右派只是反对者给她扣的帽子。也有意见认为梅洛尼是激进右派、右派民粹和民族主义者，与匈牙利总理奥班、青年民主主义者联盟－匈牙利公民联盟、法国国民联盟及西班牙呼声党的党主席有联系。尽管如此，梅洛尼还是认为兄弟党是“主流的保守主义”政党。梅洛尼支持总统制，提倡修改《意大利憲法》。
社会议题方面，梅洛尼反对堕胎及安乐死，反对法律认同同性婚姻或民事结合。2019年10月，梅洛尼在罗马人民广场的政治集会上公开反对LGBT人士收养儿童，相关视频在当地社交媒体疯传。梅洛尼也批评反恐同法律《Zan法案》，说意大利“没有恐同现象”。在接受喜剧电视节目《鬣狗秀》采访时，梅洛尼说绝对不会让自己的孩子成为同性恋。梅洛尼是反性别运动的支持者。所谓反性别运动，其实是1990年代中天主教社群主业会提出的一个理念，目的是谴责所有不被反对性别研究的天主教会认可的社会位置。梅洛尼支持修改宪法，将同性伴侣收养儿童的行为列为非法。2018年3月，梅洛尼在社交媒体批评美国华特迪士尼公司在动画电影《冰雪奇緣2》中展现一对同性伴侣：“够了，我们忍不了了！把你们的手从孩子身上拿开！”
外界指责梅洛尼有仇外、恐惧伊斯兰的倾向。2022年8月，梅洛尼在Twitter推出一条打了马赛克的视频，视频中的一名女性被寻求庇护者强奸。视频发布后，受害者谴责了梅洛尼的行为，说自己被人认出来了。群情汹涌之下，梅洛尼转而指责其他政治人物没有谴责这种强奸行为。梅洛尼批评意大利当局接纳非法移民，支持白人民族主义提出的大取代阴谋论。梅洛尼反对接受外来移民及多元文化主义，认为非洲移民的大规模移入是有计划的举动，目的是取代、消灭意大利人，提倡封锁水路遏制移民流动，并打出“意大利和意大利人优先”的口号。梅洛尼对2019冠状病毒病及疫苗的立场也为人诟病，特别是不给女儿打疫苗，称0到19岁死于SARS-CoV-2的概率和被雷击中的概率一样。
至于国际问题，梅洛尼投票支持2011年多国武装干涉利比亚。2019年，梅洛尼批评法国军事干预利比亚的理由，认为穆阿迈尔·卡扎菲反对非洲法郎是法国出兵的原因。梅洛尼不主张意大利和沙特阿拉伯及卡塔尔建交，认为这些国家“系统性、有意识地传播原教旨主义理论让伊斯兰原教旨主义野蛮生长”。梅洛尼反对意大利超級盃决赛到沙特举行，认为意大利应该积极地让国际社会关注当地的人权议题。意大利货船恩里卡莱克西号在印度海域遭遇枪击案，造成两名意大利海军陆战队成员被印度当局扣押后，梅洛尼提出驱逐印度大使，同时敦促意大利足球运动员亚历山德罗·德尔皮耶罗拒绝参加印度超級聯賽，直至印度当局释放被扣押的意大利人。巴基斯坦女子亚细亚·比比犯亵渎罪被判死刑后，梅洛尼批评“西方国家默不作声”，要求国际社会对巴基斯坦侵犯人权的行动采取更强烈的态度。2022年俄羅斯入侵烏克蘭前夕，梅洛尼提倡和俄罗斯改善外交关系；俄罗斯发动入侵后，梅洛尼表示谴责，并要求向乌克兰派武器。梅洛尼一方面对欧洲联盟持怀疑立场，扬言退出欧元区，一方面支持北约组织。意大利大選時，梅洛尼支持意大利和台湾加强关系。不過梅洛尼當選總理後，在2022年G20峰會與中华人民共和国领导人習近平會面時表示，願繼續推進兩國貿易、文化等領域交流合作，並接受習近平邀請訪問中华人民共和国。然而在2023年5月，梅洛尼表示会考虑退出中国的一带一路倡议。

## 争议
梅洛尼经常引发舆论风波。1996年接受法国新闻节目《Soir 3》采访的时候，梅洛尼称赞意大利前首相、國家法西斯黨領袖贝尼托·墨索里尼是“50年来最出色的政治家”。2020年5月，梅洛尼称赞了意大利社会运动联合创办人乔治·阿尔米兰特，惟阿尔米兰特在二战期间在墨索里尼被意大利王室趕下台並被德國救出後，協助德國的傀儡政權意大利社會共和國，是反犹太、种族主义杂志《种族防御》总编，后者曾在1938年发表《种族宣言》。2020年12月，独立新闻电视节目《深入报道》发表调查报道，称兄弟党抓到了清剿黑手党组织光榮會行动的把柄，而且梅洛尼的团队中有墨索里尼的后代。而根据Fanpage.it于2021年发表的调查报道，兄弟党有怀念法西斯主义的情绪。2018年11月，梅洛尼认为每年4月25日庆祝意大利从纳粹法西斯份子手中解放的解放日、6月2日庆祝意大利共和国成立的義大利共和國日应该取代为11月4日纪念意大利在一战中获胜的全国统一和武装部队日，因为解放日和共和国日是“两个富有争议的节日”。梅洛尼极力撇清与米兰极右派政治人物、企业家、外号“黑巴伦”的罗伯托·容吉·拉瓦里尼（Roberto Jonghi Lavarini）的联系。
2006年，梅洛尼为贝卢斯科尼第三届内阁通过的一项法律辩护；该法律让贝卢斯科尼的企业受益、推迟了贝卢斯科尼面临的案件审判。梅洛尼说：“我们有必要从背景上看待这些法律，它们都是西尔维奥·贝卢斯科尼为自己制定的，也是完全公平的。”2012年兄弟党成立后，梅洛尼决定在党旗加入意大利社会运动的标志“三色火焰”；三色火焰代表墨索里尼遗志，原型是在普雷达皮奥的墨索里尼陵墓中不灭的火焰。2021年，梅洛尼拒绝开除兄弟党内公开支持新法西斯主義的党员。2021年12月，前社会运动党员阿尔弗雷多·卡塔帕诺（Alfredo Catapano）和路易吉·里斯波利（Luigi Rispoli）做出法西斯主义的羅馬式敬禮，被意大利游击队全国协会批评。里斯波利在粉丝专页中表示：“我相信现在的新右派，相信喬治亞·梅洛尼在兄弟党内部所做的工作。坦率讲，看到大家（对敬礼）的惊愕，我也是挺诧异的。”2022年大选前夕，梅洛尼开除一位公开称赞希特勒的党员。2019年兄弟党驻阿斯科利皮切諾党部举行活动庆祝向罗马进军，本部切割关系。
梅洛尼在克罗地亚也是争议人物，曾说克罗地亚的達爾馬提亞地区和伊斯特拉半島是意大利的沦陷区，又以二战后被从两地区驱逐的意大利人未解决财产争端为由拒绝克罗地亚加入欧盟。

## 選舉紀錄
| 年度 | 選舉屆數           | 所屬政黨     | 選舉區                | 得票數                | 得票率                | 當選標記 | 備註 |
| ---- | ------------------ | ------------ | --------------------- | --------------------- | --------------------- | -------- | ---- |
| 2006 | 第15屆眾議員選舉   | 民族聯盟     | 拉齊奧第1選區比例代表 | 拉齊奧第1選區比例代表 | 拉齊奧第1選區比例代表 |          |      |
| 2008 | 第16屆眾議員選舉   | 自由人民黨   | 拉齊奧第2選區比例代表 | 拉齊奧第2選區比例代表 | 拉齊奧第2選區比例代表 |          |      |
| 2013 | 第17屆眾議員選舉   | 義大利兄弟黨 | 倫巴底第3選區比例代表 | 倫巴底第3選區比例代表 | 倫巴底第3選區比例代表 |          |      |
| 2014 | 第8屆歐洲議員選舉  | 義大利兄弟黨 | 義大利中部選區        | 99,143                |                       |          |      |
| 2016 | 第34任羅馬市長選舉 | 義大利兄弟黨 | 羅馬                  | 269,760               | 20.62%                |          |      |
| 2018 | 第18屆眾議員選舉   | 義大利兄弟黨 | 拉齊奧第2-7單一選區   | 70,268                | 41%                   |          |      |
| 2019 | 第9屆歐洲議員選舉  | 義大利兄弟黨 | 義大利中部選區        | 130,159               |                       | 未就職   |      |
| 2022 | 第19屆眾議員選舉   | 義大利兄弟黨 | 阿布魯佐第3單一選區   | 104,823               | 51.5%                 |          |      |
| 2024 | 第10屆歐洲議員選舉 | 義大利兄弟黨 | 義大利中部選區        | 611,847               |                       | 未就職   |      |

## 个人生活
梅洛尼的男友安德里亚·詹布鲁诺（Andrea Giambruno）是贝卢斯科尼电视台Mediaset的记者，两人有一个叫吉内瓦的女儿。2023年10月，因詹布鲁诺被揭发曾在镜头外发表性别歧视及沙文主义言论，而且一度向电视台的一名女同事提出要进行三人性行为，梅洛尼与詹布鲁诺结束伴侣关系。梅洛尼表示：“所有那些希望通过攻击（她的）个人生活来削弱（她的）的人应该知道，无论水滴有多么想穿过石头，石头终归是石头，而水滴只能是水”。
梅洛尼经常用自己的基督徒身份扩大知名度。在2019年的罗马集会演讲中，她表示：“我叫焦尔吉娅，我是一名女性，我是一位母亲，我是意大利人，我信基督教。”2022年9月，梅洛尼打出“上帝、祖国与家人”的竞选活动，被认为是继续宣扬过去的法西斯主义，尽管她自己说讨厌被别人说与过去的法西斯有联系。
梅洛尼自称喜欢看奇幻小说，奉J·R·R·托爾金的《魔戒》为“神书”。梅洛尼年轻时参加意大利社会运动组织的“哈比人营”，并与极端民谣乐队 “魔戒联谊会”（Compagnia dell'Anello）一起唱歌。后来梅洛尼将兄弟党的党代会改名为“奥特里欧”，也就是米夏埃尔·恩德小说《說不完的故事》主角。《纽约时报》稱，纵观历史，极右派份子都喜欢奇幻作品，认为奇幻作品与他们有着共同的愿景，就是“在精神层面上反对唯物主义”。梅洛尼向《纽约时报》表示：“在阐述保守派信仰方面，我认为托尔金做得比我们好。”

## 著作
- Meloni, Giorgia.  [We believe]. Saggi. Podda, Stefano (curator) paperback. Milan: Sperling & Kupfer, Mondadori. 2011: XXVII, 164  [2022-08-14]. ISBN 978-8-8200-4932-4. OCLC 898518765. （原始内容存档于2019-08-25） –Google Books （意大利语）.
- Meloni, Giorgia; Meluzzi, Alessandro; Mercurio, Valentina.  [Nigerian mafia. Origins, rituals, crimes]. I saggi paperback. Mantova: Oligo Editore. 2019  [2022-08-14]. ISBN 978-8-8857-2325-2. （原始内容存档于2022-09-28） –Google Books （意大利语）.
- Meloni, Giorgia.  [I am Giorgia, my roots, my ideas]. Saggi paperback. Rome: Rizzoli. 2021  [2022-09-29]. ISBN 978-8-8171-5468-0. （原始内容存档于2022-11-14） （意大利语）.

## 外部連結
- 官方网站  （意大利文）
- YouTube上的喬治亞·梅洛尼頻道
- 喬治亞·梅洛尼的X（前Twitter）
- 喬治亞·梅洛尼的Instagram帳戶
- 喬治亞·梅洛尼的Facebook專頁
- 喬治亞·梅洛尼的Telegram

| 政府职务                   | 政府职务                   | 政府职务                 |
| -------------------------- | -------------------------- | ------------------------ |
| 前任者： 馬里奧·德拉吉     | 意大利部長會議主席 2022年– | 現任                     |
| 政党职务                   |                            |                          |
| 前任者： 伊尼亞齊奧·拉魯薩 | 意大利兄弟党主席 2014–至今 | 現任                     |
| 官衔                       |                            |                          |
| 前任者： 乔瓦娜·梅兰德里   | 意大利青年部长 2008–2011   | 繼任者： 安德肋·里卡爾迪 |